# Portelândia
Portelândia là một đô thị thuộc bang Goiás, Brasil. Đô thị này có diện tích 550,646 km², dân số năm 2007 là 4195 người, mật độ 7,6 người/km².